# うめ2号
うめ2号（英語: Ionosphere Sounding Satellite - b, ISS-b）は宇宙開発事業団 (NASDA) が打ち上げた人工衛星（電離層観測衛星）である。

## 目的
当機は打ち上げ1ヶ月で故障した「うめ」の後継機であり、ミッションの内容もほぼ同じである。電離層を観測し、短波通信の効率的な運用に欠かせない電波予報と警報に利用することを目標とした。また、その観測能力を生かして国際磁気圏観測計画 (IMS) に参加した。IMSには他に「きょっこう」「じきけん」も参加している。

## 特徴
基本的な設計・構成はうめと同一であるが、バッテリーの発熱を少なくした他、バッテリーの熱放散を良くするように電源系の改修を行うなど、うめで問題となった箇所に改良が加えられている。

## 開発
元々うめの予備機として開発されていたものであり、1975年6月には設計が終了しており、サブシステムも1976年3月までに製作を完了していた。しかし、うめが1976年4月2日に故障したことから改良の必要性が生じ、1977年3月までにバッテリーを除くサブシステムの改修・受入試験を実施、残るバッテリーも同8月にフライト品が完成し、10月には衛星が完成した。

## 運用
1978年（昭和53年）2月16日にN-Iロケット4号機で種子島宇宙センターから打ち上げられ、高度約1,000km、軌道傾斜角約70度の円軌道に投入された。およそ2ヶ月間の初期運用を行ったのち、郵政省電波研究所に運用を引き継いだ。
1979年10月に当初予定していたミッションを終了したが、衛星自体はその後も観測を続け、1983年2月23日に太陽電池の劣化による発生電力低下のため運用を終了した。

## 成果
海外短波通信などに必要な電波予報の改善に重要な役割を果たした他、超高層物理学の分野にも大きく貢献した。